# Donald Fagen

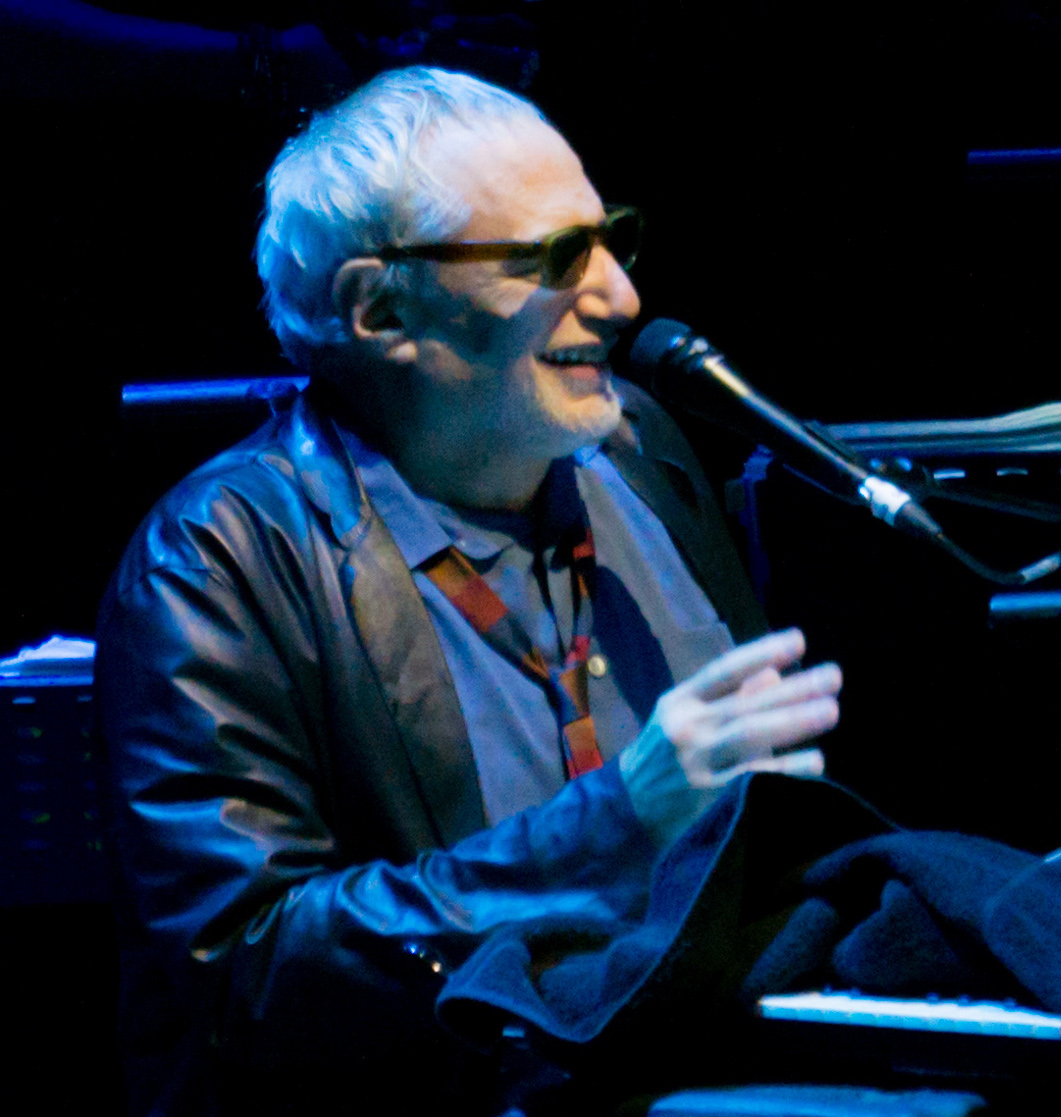
Donald Fagen (2017)

Donald Jay Fagen (* 10. Januar 1948 in Passaic, New Jersey) ist der Sänger und Keyboarder der US-amerikanischen Band Steely Dan, für die er mit Walter Becker die Songs schrieb.

## Musikalische Karriere

### Steely Dan

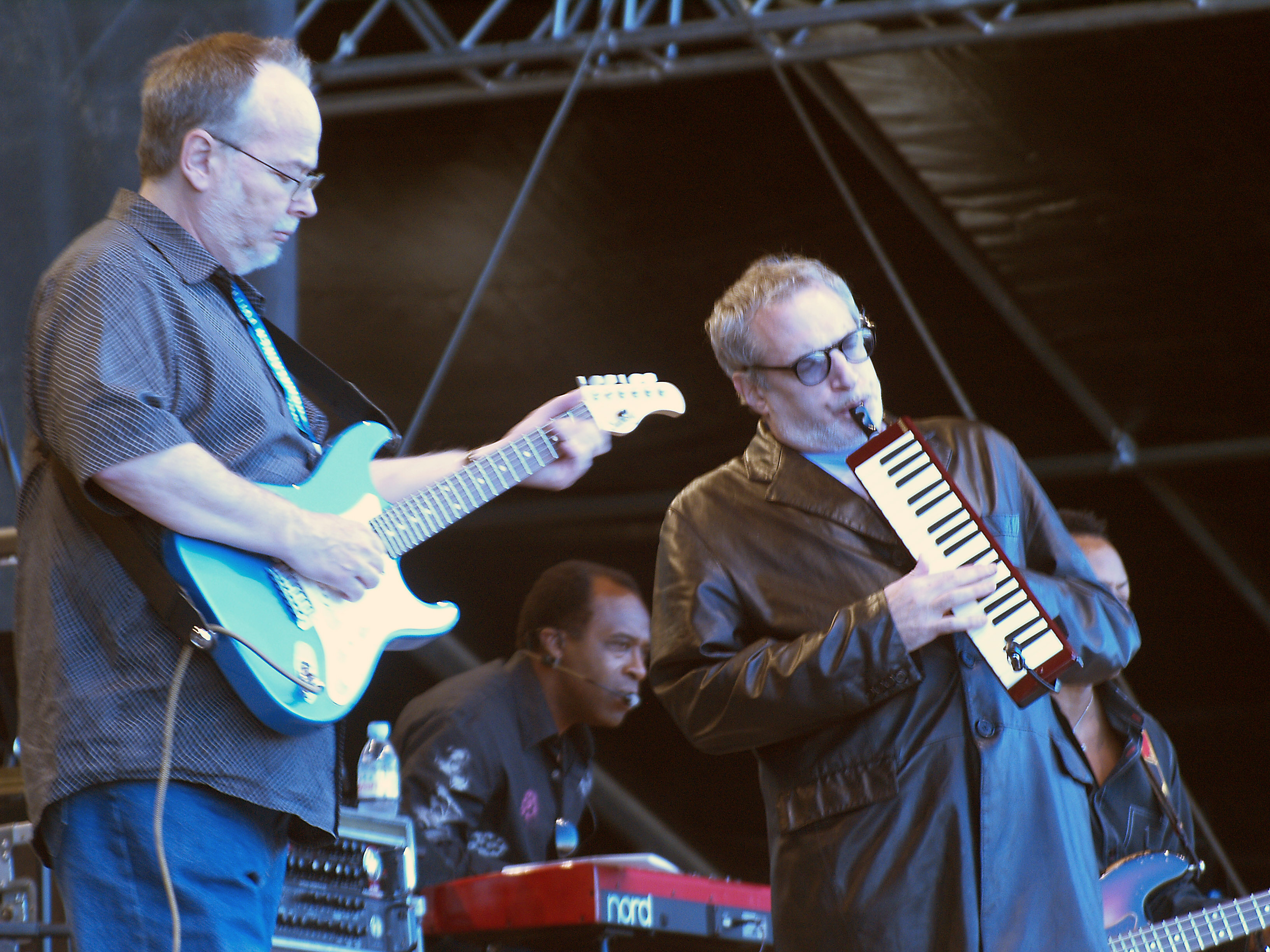
Walter Becker und Donald Fagen (2007)

Donald Fagen und Walter Becker lernten sich 1967 am Bard College, Annandale-on-Hudson (New York), kennen, wo Fagen englische Literatur studierte. 1972 gründeten sie die Gruppe Steely Dan. Fagen und Becker waren der Kern der Gruppe und schrieben gemeinsam alle Titel. Fagen spielte Tasteninstrumente und war der Sänger der Gruppe.
Nachdem Steely Dan 1974 ihr drittes Album herausgebracht hatten, verließen die übrigen Musiker nach und nach die Gruppe, und sie wurde zu einem Projekt Beckers und Fagens, die von da an begannen, ihre Alben mit hervorragenden Studiomusikern des Jazz- und Rockgenres einzuspielen. Ihr größter Erfolg war das Album Aja von 1977, das Platin-Status erreichte.
Fagen erhielt ebenso wie Becker 2001 die Ehrendoktorwürde für Musik des Berklee College of Music. Der Rolling Stone listete Fagen und Becker 2015 auf Rang 71 der 100 größten Songwriter aller Zeiten.
Walter Becker starb am 3. September 2017.

### Solo
Zwischen der Auflösung der Band 1981 und ihrer Wiedervereinigung brachte Fagen zwei Soloalben heraus, später noch zwei weitere.
2012 sagte Fagen in einem Interview mit der FAZ:

„Ich hatte niemals einen besonders optimistischen Blick auf die Zukunft, und meistens sind meine schlimmsten Ahnungen übertroffen worden. Die Zerstörung der Natur, die Erderwärmung, Amerikas Kriege. Und so weiter. Meine Antwort ist Musik. Sie erfrischt mich, wirkt wohltuend auf Geist und Körper. Es ist ein Glück, dass ich die Musik habe, denn sie hilft mir, das alles auszuhalten.“

### Soloalben

#### The Nightfly
Besonders das erste, 1982 erschienene, von Gary Katz produzierte Konzeptalbum The Nightfly erlangte große Popularität und erreichte Platz 11 in den US-Charts.

#### Kamakiriad
1993 erschien Kamakiriad, an dem Steely-Dan-Partner Walter Becker als Musiker und Produzent mitwirkte und das zur Reunion der Band führte. Auch hierbei handelt es sich um ein Konzeptalbum, da sich sämtliche Songs um eine Figur drehen, die in ihrem neuen Öko-High-Tech-Auto, einem Kamakiri, um die Welt fährt. Das funkige Album hat keinen Titel, der kürzer als fünf Minuten ist.

#### Morph the Cat
2006 erschien das dritte Solowerk Morph the Cat, das wie die Vorgänger in einer Pop-Jazz-Mixtur gehalten ist. Fagen war die musikalische Homogenität der drei Veröffentlichungen wichtig, damit sie als eine Albentrilogie aufgenommen werden. Textlich schneidet er politische Themen an, berichtet über Sicherheitskontrollen am Flughafen (Security Joan) und lässt im Titeltrack über Manhattan eine außerirdische Riesenkatze einschweben. Als Vorabsingle wurde in den USA H Gang veröffentlicht.

#### Sunken Condos
Im Oktober 2012 wurde Donald Fagens viertes Soloalbum unter dem Titel Sunken Condos veröffentlicht. Das Album wurde von Michael Leonhardt koproduziert, der seit den späten 1990er Jahren als Trompeter an Steely-Dan-Projekten beteiligt war. I’m not the same without you wurde als Single veröffentlicht. Fagen erwähnte vor der Veröffentlichung eine mögliche Tournee, letztendlich fanden aber keine Konzerte statt.

### Tin Foil Hat
2017 veröffentlichte Fagen gemeinsam mit Todd Rundgren den Titel Tin Foil Hat als Reaktion auf die Präsidentschaft von Donald Trump.

## Privates
Fagen war von 1993 bis zu ihrem Tod im Oktober 2024 mit der Sängerin Libby Titus (1947–2024) verheiratet, mit der er seit 1987 liiert war.

## Diskografie

### Solokarriere

#### Studioalben
| Jahr | Titel               | Höchstplatzierung, Gesamtwochen, AuszeichnungChartplatzierungen (Jahr, Titel, Platzierungen, Wochen, Auszeichnungen, Anmerkungen) | Höchstplatzierung, Gesamtwochen, AuszeichnungChartplatzierungen (Jahr, Titel, Platzierungen, Wochen, Auszeichnungen, Anmerkungen) | Höchstplatzierung, Gesamtwochen, AuszeichnungChartplatzierungen (Jahr, Titel, Platzierungen, Wochen, Auszeichnungen, Anmerkungen) | Höchstplatzierung, Gesamtwochen, AuszeichnungChartplatzierungen (Jahr, Titel, Platzierungen, Wochen, Auszeichnungen, Anmerkungen) | Höchstplatzierung, Gesamtwochen, AuszeichnungChartplatzierungen (Jahr, Titel, Platzierungen, Wochen, Auszeichnungen, Anmerkungen) | Anmerkungen                              |
| Jahr | Titel               | DE | AT | CH | UK | US | Anmerkungen                              |
| ---- | ------------------- | --- | --- | --- | --- | --- | ---------------------------------------- |
| 1982 | The Nightfly        | DE56 (4 Wo.)DE | — | — | UK44 Platin · (16 Wo.)UK | US11 Platin · (27 Wo.)US | Erstveröffentlichung: 1. Oktober 1982    |
| 1993 | Kamakiriad          | DE24 (12 Wo.)DE | — | CH27 (4 Wo.)CH | UK3 Gold · (9 Wo.)UK | US10 Gold · (19 Wo.)US | Erstveröffentlichung: 25. Mai 1993       |
| 2006 | Morph the Cat       | DE53 (3 Wo.)DE | — | — | UK35 (2 Wo.)UK | US26 (4 Wo.)US | Erstveröffentlichung: 7. März 2006       |
| 2012 | Sunken Condos       | DE29 (3 Wo.)DE | AT69 (1 Wo.)AT | CH53 (1 Wo.)CH | UK23 (2 Wo.)UK | US12 (4 Wo.)US | Erstveröffentlichung: 16. Oktober 2012   |
| 2021 | The Nightfly – Live | DE53 (1 Wo.)DE | — | CH49 (1 Wo.)CH | — | — | Erstveröffentlichung: 24. September 2021 |

grau schraffiert: keine Chartdaten aus diesem Jahr verfügbar
Weitere Veröffentlichungen
- 2007: Nightfly Trilogy
- 2017: Cheap Xmas: Donald Fagen Complete

#### Singles
| Jahr | Titel Album                                    | Höchstplatzierung, Gesamtwochen, AuszeichnungChartplatzierungen (Jahr, Titel, Album, Platzierungen, Wochen, Auszeichnungen, Anmerkungen) | Höchstplatzierung, Gesamtwochen, AuszeichnungChartplatzierungen (Jahr, Titel, Album, Platzierungen, Wochen, Auszeichnungen, Anmerkungen) | Höchstplatzierung, Gesamtwochen, AuszeichnungChartplatzierungen (Jahr, Titel, Album, Platzierungen, Wochen, Auszeichnungen, Anmerkungen) | Höchstplatzierung, Gesamtwochen, AuszeichnungChartplatzierungen (Jahr, Titel, Album, Platzierungen, Wochen, Auszeichnungen, Anmerkungen) | Höchstplatzierung, Gesamtwochen, AuszeichnungChartplatzierungen (Jahr, Titel, Album, Platzierungen, Wochen, Auszeichnungen, Anmerkungen) | Anmerkungen                          |
| Jahr | Titel Album                                    | DE | AT | CH | UK | US | Anmerkungen                          |
| ---- | ---------------------------------------------- | --- | --- | --- | --- | --- | ------------------------------------ |
| 1982 | I.G.Y. (What A Beautiful World) The Nightfly   | — | — | — | — | US26 (14 Wo.)US | Erstveröffentlichung: September 1982 |
| 1983 | New Frontier The Nightfly                      | — | — | — | — | US70 (6 Wo.)US | Erstveröffentlichung: Januar 1983    |
| 1988 | Century’s End Bright Lights, Big City (O.S.T.) | — | — | — | — | US83 (5 Wo.)US | Erstveröffentlichung: März 1988      |
| 1993 | Tomorrow’s Girls Kamakiriad                    | — | — | — | UK46 (2 Wo.)UK | — | Erstveröffentlichung: Juni 1993      |